# Isolona ghesquierei
Isolona ghesquierei är en kirimojaväxtart som beskrevs av Alberto Judice Leote Cavaco och Monique Keraudren. Isolona ghesquierei ingår i släktet Isolona och familjen kirimojaväxter. Utöver nominatformen finns också underarten I. g. longipedicellata.